# Сховища резервного воєнного майна

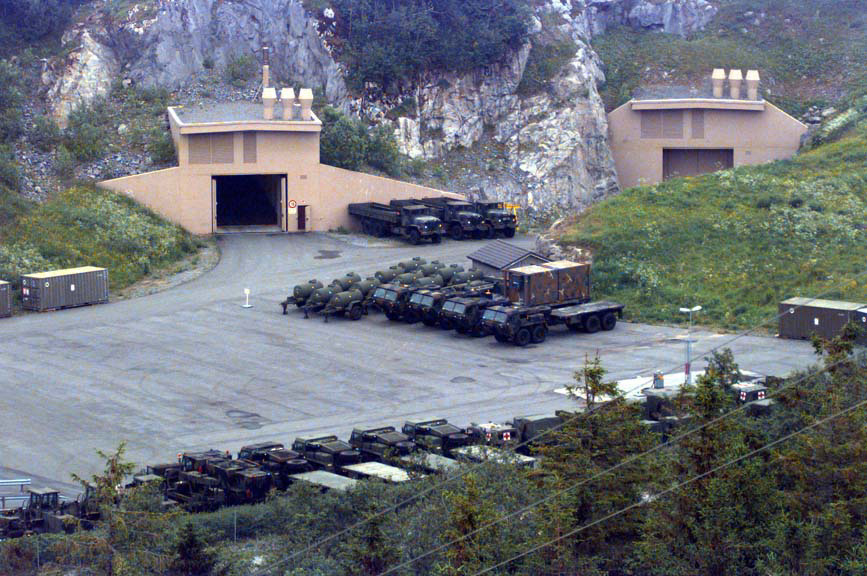
Майданчик перед системою сховищ резервного воєнного майна в центральній Норвегії. 2012

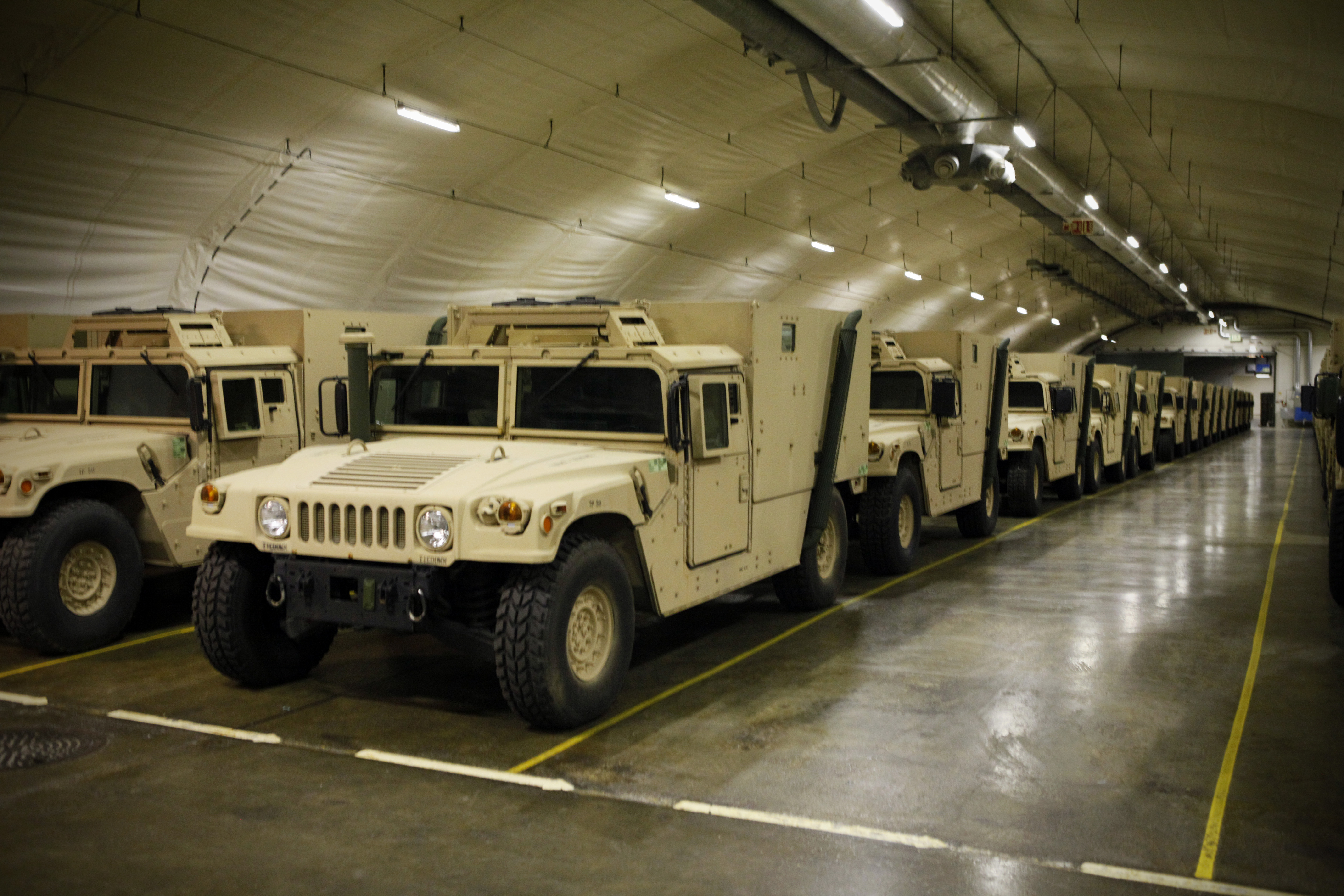
Резерв багатоцільових військових автомобілів HMMWV на території одного зі сховищ у Норвегії. 2012

Сховища резервного воєнного майна (англ. War reserve stock) — резервні запаси озброєння, військової техніки, військового, військово-технічного, спеціального майна, боєприпасів, продовольства тощо на випадок початку воєнних дій у певних регіонах світу. Сховища створюються та заповнюються заздалегідь, можуть розташовуватися зазначені стратегічні запаси залежно від того, де потенційно може виникнути ситуація, де майно знадобиться. Крім військової техніки, у сховищах військових резервів може зберігатися також і різні види сировини, яка може стати дефіцитною у воєнний час.

## Зміст
Міністерство оборони США планує, розміщує, наповнює та підтримує запаси резервного воєнного майна у всьому світі, головним чином такого типу сховища та склади розміщені у країнах-членах НАТО та в деяких союзників, що не є членами НАТО. Так, для виконання завдань щодо поповнення, збереження та підтримання воєнних запасів для потреб американських повітряних сил, що діють на території Європи призначена 31-ша ескадрилья боєприпасів.

### Приклади використання резервного воєнного майна
- 1956—1962 — Алжирська війна: Франція використовувала сховища НАТО, розміщені в Європі
- 1956 — Суецька криза: Велика Британія та Франція використовували сховища НАТО в ході проведення операції «Мушкетер»
- 1973 — Війна Судного дня: США дозволили Ізраїлю застосовувати своє резервне військове майно та техніку у війні
- 1982 — Фолклендська війна: Велика Британія використовувала пальне та запаси боєприпасів зі своїх та Натовських сховищ
- 1990—1991 — Війна в Перській затоці: при проведенні операцій «Щит пустелі» та «Буря в пустелі» Коаліційні сили використовували запаси резервного майна зі сховищ у Європі та в Туреччині
- 2006 — Ліванська війна: США дозволили Збройним силам Ізраїлю брати резервне військове майно та техніку
- 2014 — Ізраїльсько-Палестинський конфлікт: ізраїльські сили оборони використовували майно та запаси з американських Сховищ резервного воєнного майна